# David A. Green
David A. Green (* 22. Dezember 1959 in Kingston-upon-Hull) ist ein britischer Astrophysiker am Cavendish Laboratory in Cambridge, England. 
David Alan Green ist für seinen Katalog der Supernovaüberreste bekannt. Zu seinen Forschungsinteressen gehört G1.9+0.3, der jüngste galaktische Supernovaüberrest, der bisher identifiziert wurde. Gemeinsam mit F. R. Stephenson hat Dave Green ein Buch über historische Supernovae verfasst.